# Jurchen
Jurchen (kinesiska: 女真; pinyin: nǚzhēn; mongoliska: jürchen) var ett tungusisktalande folk som bodde kring Amurfloden som nu markerar den östra gränsen mellan Ryssland och Kina, i delar av Manchuriet och norra Korea. Från 1600-talet kom de att kallas manchuer. Denna nya nationella identitet var en skapelse av Jurchens khan Hung Taiji.  Under detta nya namn erövrade de Kina och ledde landet (Qingdynastin). Jurchen etablerade även Jindynastin (kinesiska: 金朝, pinyin: Jīncháo; jurchen: Anchu; manchuriska: Aisin Gurun) i norra Kina mellan 1115 och 1234.

## Det första steget: Jindynastin
Den första gången Jurchen gör avtryck i historien var på 1100-talet, när de etablerade Jindynastin (1115–1234) som härskade över hela norra Kina tills de besegrades av ett annat altaiskt folk, mongolerna, som erövrade hela Kina genom att inrätta den nya Yuandynastin. Efter upphörandet av Jin-staten, som tvingades fram av mongolerna, försvann Jurchen från historien.

## Förlusten av politisk enighet och klanstruktur

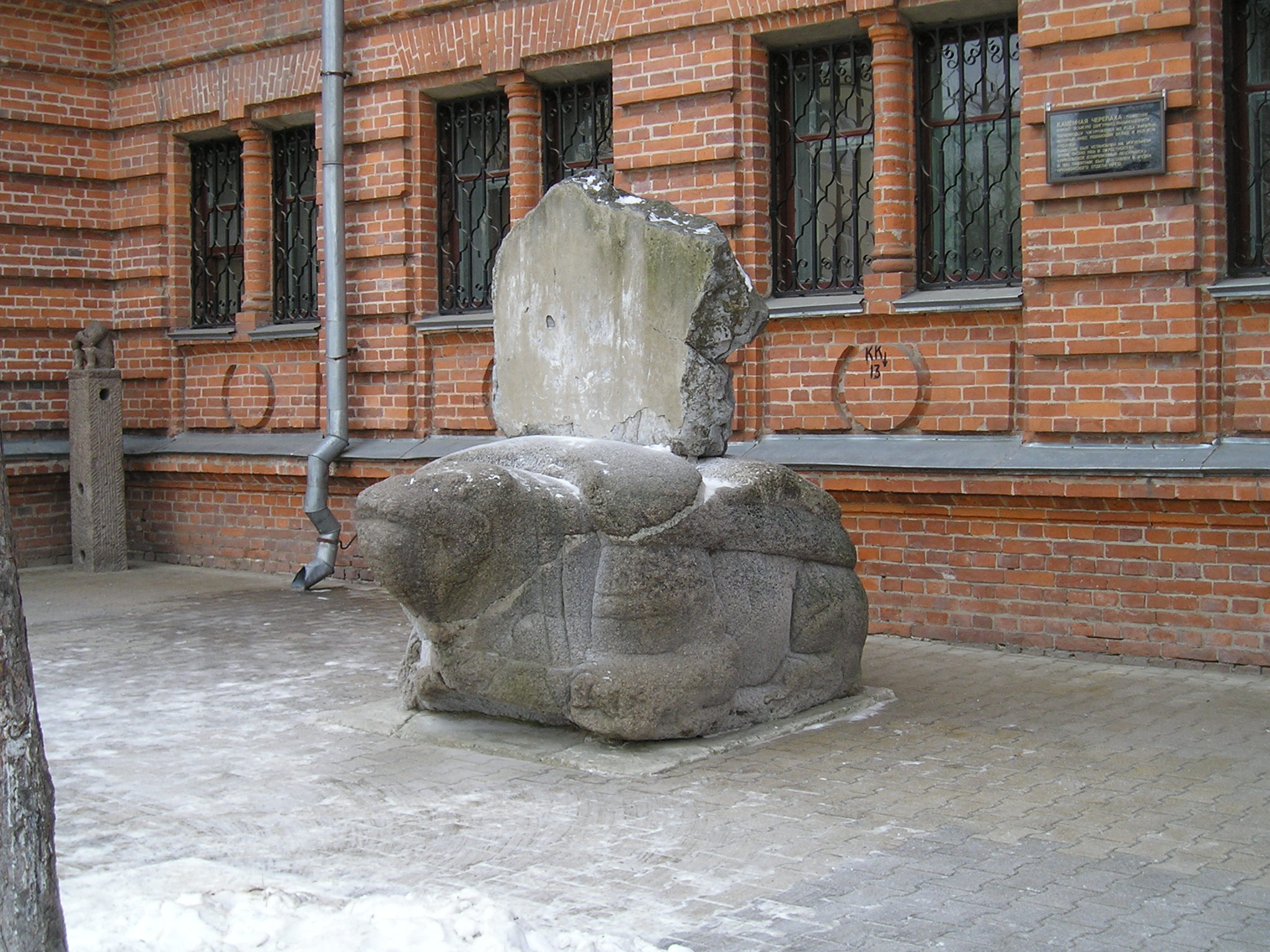
Stensköldpadda, ursprungligen installerad ca. 1193 över hövdinggraven Wanyan Asikui (完颜 阿思魁) i närheten av Ussurijsk visas nu i museet i Khabarovsk.

Under de följande århundradena skulle Jurchen stå under inflytande av sina kinesiska grannar, koreaner och mongoler.
Genom kontakter med mongoler trängde buddhismen in i Jurchens klansamhälle. Genom att Jurchen var nomader kom de ibland att förväxlas med sina grannar mongolerna och khitanerna, men i verkligheten utgjorde Jurchen i sina glansdagar den politiska dynastin Jin och de följande århundradena var de redan ett eget folkslag.
Jurchen liknar på sätt och vis mongolerna. Både mongolerna och jurchen använde titeln khan för sina ledare, "kejsaren" eller "hövdingen". En särskilt kraftfull hövding kallades beile ("prins, adelsman"), vilket motsvarar det mongoliska Beki och turkiska beg eller bej. Liksom mongolerna och turkarna iakttog inte heller Jurchen förstfödslorätt. Enligt traditionen kunde valfri kapabel son eller ett syskonbarn väljas till ledare.
Under Mingtiden bodde Jurchen-folket i sociala enheter som var sub-klaner (mukun eller hala mukun) av forntida klaner (hala). Medlemmar av Jurchen-klaner delade en gemensam förfader och leddes av ett huvudman (mukunda). Inte alla klanmedlemmar tillhörde samma blod och delning eller integration av olika klaner var vanligt. Jurchenhushåll (boo) levde som familjer (booigon), bestående av fem till sju besläktade familjemedlemmar och ett antal slavar. Hushåll bildade lag (tatan) för att utföra uppgifter med anknytning till jakt och matinsamling och bildade företag (niru) för större aktiviteter såsom krig.
Den sociala organisationen för Jurchen baserades på ett system som heter släktlinjerna mukūn. Detta system med mukūn studerades ingående av den ryska antropologen Sergei Shirokogoroff, en flykting i Kina efter den ryska revolutionen, som 1929 publicerade en studie  över den sociala organisationen i de historiska byarna i nordöstra Kina Tungus. Shirokogoroff använder termen "klan" för att hänvisa till "mukūn, även om det finns stora skillnader mellan den ursprungliga användningen av "klan" för kelter i Europa och Jurchen. Enligt Shirokogoroff bildar relationerna mellan dessa klaner eller mukūn den sociala strukturen i Jurchen-kulturen, och efter upphörandet av Jin-staten upphörde det att finnas någon gemensam identitet.

## Den andra Jurchen-staten och antagandet av Manchurisk identitet: Qingdynastin
Avsaknaden av en centraliserad administrativ och militär makt skulle vara fram till sextonhundratalet då Nurhaci militärt enande de olika Jurchen-klanerna under en enda politisk enhet. För första gången sedan Jindynastins fall, kunde Jurchen under ledning av Nurgaci återvända för att bilda en stark stat. Nurhaci antog titeln Beile (1586) och senare khan över mongolerna jorchin (1606 ) och jurchernas khan (1616).
1618 antog Nurhaci formellt det dynastiska namnet Jin (金, "metall" ofta "guld") för att återskapa den utdöda dynastin nästan fyra århundraden tidigare. Nurhacis son, som vi bara vet titeln Hung Taiji på (konstigt att hans personliga namn inte förekommer i något historisk dokument) ändrade det dynastiska namnet, och antog det nya namnet Qing (清, "ren").
Förutom att välja ett nytt namn för dynastin, skapade Hung Taiji en modifierad form av det mongoliska alfabetet för att skriva Jurchens språk, vars gamla skrift hade gått förlorad, och myntade ett nytt namn, "manchurer" för Jurchen. Således skapade Hung Taiji den nya manchuriska nationella identiteten för sitt folk, som skulle bli den härskande klassen i Kina de följande århundradena sedan Qingdynastin tagit makten över hela det land som hade styrts av den tidigare Mingdynastin. Således skulle Jurchen-staten, grundad av Nurhaci och Hung Taiji, komma att bli den sista kejserliga dynastin i Kinas historia.